# کاترین کوسنر
کاترین کوسنر (انگلیسی: Kathryn Kusner; ۲۱ مارس ۱۹۴۰ – ) اهل ایالات متحده آمریکا بود.
وی در مسابقات کشوری و بین‌المللی در مجموع برندهٔ ۱ مدال طلا، ۲ مدال نقره شده‌است.